# Gallicolumba
A Gallicolumba a madarak osztályának galambalakúak (Columbiformes) rendjéhez és a galambfélék (Columbidae) családjához tartozó  nem.

## Rendszerezés
A nembe az alábbi 7 faj tartozik:
- kontyos csillagosgalamb (Gallicolumba tristigmata)
- aranymellű csillagosgalamb (Gallicolumba rufigula)
- luzoni csillagosgalamb (Gallicolumba luzonica)
- mindanaói csillagosgalamb (Gallicolumba crinigera)  más néven  (Gallicolumba criniger)
- mindorói csillagosgalamb (Gallicolumba platenae)
- negrosi csillagosgalamb (Gallicolumba keayi)
- tawi-tawi csillagosgalamb (Gallicolumba menagei) - valószínűleg kihalt az 1990'-es években

Áthelyezve a Pampusana nembe - 13 faj, ebből három kihalt
- Wetar-csillagosgalamb (Pampusana hoedtii), korábban (Gallicolumba hoedtii)
- jobi csillagosgalamb (Pampusana jobiensis), korábban  (Gallicolumba jobiensis)
- karolina-szigeteki csillagosgalamb (Pampusana kubaryi), korábban (Gallicolumba kubaryi)
- tahiti csillagosgalamb (Pampusana erythroptera), korábban (Gallicolumba erythroptera)
- fehértorkú csillagosgalmb (Pampusana xanthonura), korábban (Gallicolumba xanthonura)
- Norfolk-szigeti csillagosgalamb (Pampusana norfolciensis), korábban (Gallicolumba norfolciensis) – kihalt 1800 körül
- bíborvállú csillagosgalamb (Pampusana stairi), korábban (Gallicolumba stairi)
- Santa Cruz-szigeteki csillagosgalamb (Pampusana sanctaecrucis), korábban (Gallicolumba sanctaecrucis)
- Tanna-szigeti csillagosgalamb (Pampusana ferruginea), korábban (Gallicolumba ferruginea) – kihalt a 18. század végén
- San Cristóbal-i csillagosgalamb (Pampusana salamonis), korábban (Gallicolumba salamonis) – kihalt a 20, század közepén
- Marquises-szigeteki csillagosgalamb (Pampusana rubescens), korábban (Gallicolumba rubescens)
- szürkemellű csillagosgalamb (Pampusana beccarii), korábban (Gallicolumba beccarii)
- palaui csillagosgalamb (Pampusana canifrons), korábban (Gallicolumba canifrons)

További négy régen kihalt fajt is a nembe sorolnak, melyek Polinézia szigeteiről haltak ki, jóval az európaiak megérkezése előtt
- Rota-szigeti csillagosgalamb - Gallicolumba sp.
- nagy csillagosgalamb (Pampusana nui)
- Henderson szigeti csillagosgalamb (Pampusana leonpascoi)
- új-kaledóniai csillagosgalamb (Pampusana longitarsus)